# نشاة (اسم)
نشاة هو اسم علم مذكر من أصل عربي، ومعناه هو من الفعل نشأ، شب قرب من الإدراك.

## وصلات خارجية
- موسوعة السلطان قابوس لأسماء العرب